# Larvenroller
Der Larvenroller (Paguma larvata) ist eine in Süd- und Südostasien verbreitete Art der Schleichkatzen, die vorwiegend in Bäumen lebt. Der deutsche Name leitet sich von der Gesichtszeichnung ab, die an eine Maske (Larve) erinnert.
Dasselbe trifft auf den Artzusatz im wissenschaftlichen Namen zu, wobei das lateinische Wort für Maske benutzt wurde. Die Bedeutung des Gattungsnamens Paguma ist nicht bekannt. Möglicherweise hat John Edward Gray das Wort erfunden.

## Merkmale

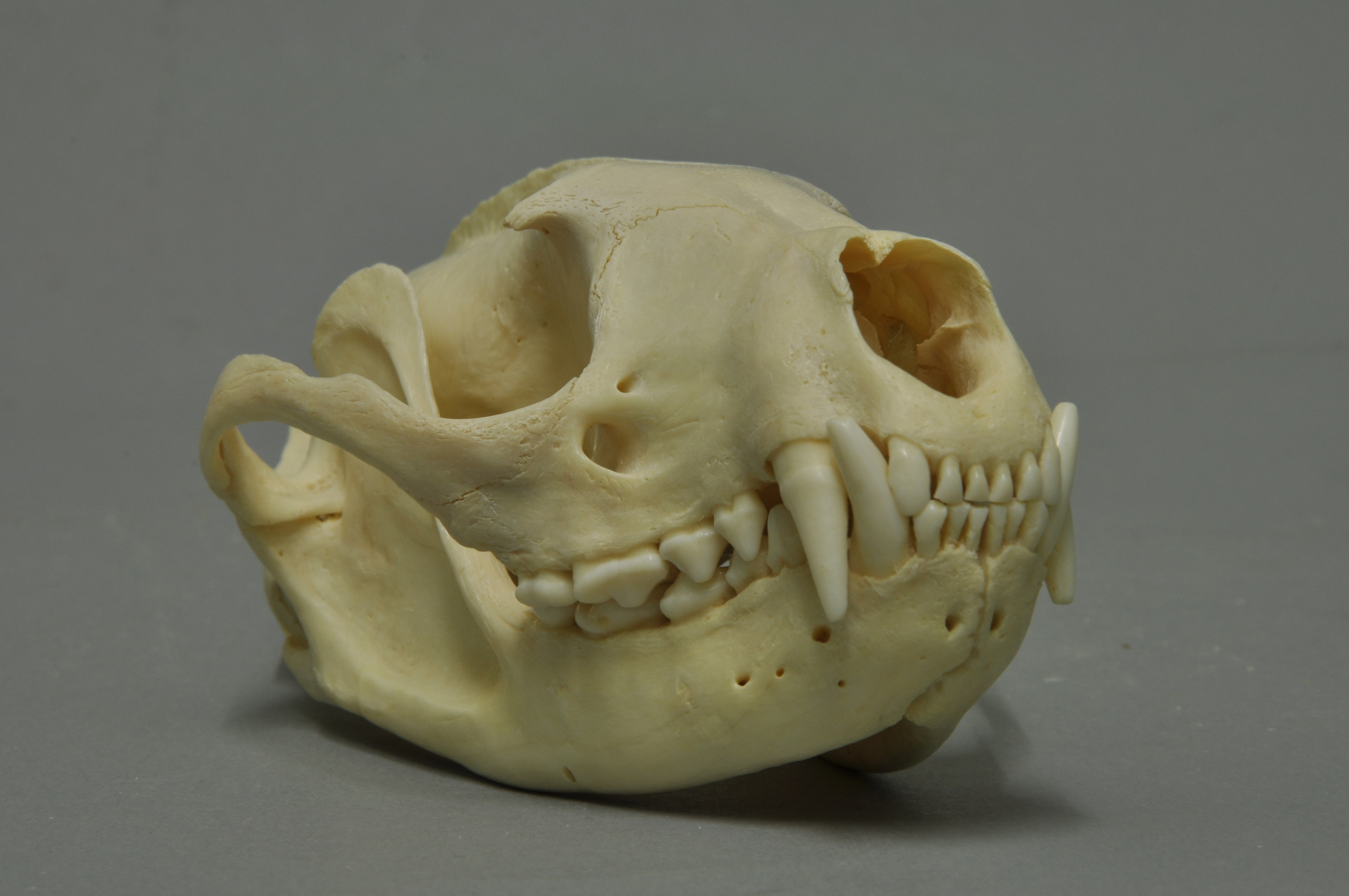
Schädel (Sammlung Museum Wiesbaden)

In der Gestalt ähnelt der Larvenroller den Zibetkatzen. Sein Fell ist orangebraun bis grau gefärbt und trägt keine Flecken oder Streifen, wie es für die meisten seiner Verwandten typisch ist. Lediglich die Schwanzspitze und die Füße sind dunkler, oft schwarz. Das Gesicht hat eine schwarz-weiße Maskenzeichnung: Ein weißer Streifen, der von zwei schwarzen Streifen umgeben ist, erstreckt sich von der Stirn bis zur Schnauze. Rund um die Augen liegen erneut weiße Flecken. Die Wangen und die Seiten der Schnauze sind wiederum schwarz. Die Kopfrumpflänge der Larvenroller beträgt etwa 51 bis 76 Zentimeter, hinzu kommen noch einmal 51 bis 63 Zentimeter Schwanz. Ihr Gewicht beträgt rund 3,6 bis 5 Kilogramm.

## Verbreitung und Lebensraum
Larvenroller leben in Wäldern und zwar in tropischen Regenwäldern wie in gemäßigten Laubwäldern. Ihr Verbreitungsgebiet reicht von Indien bis Südostasien und China. Auch auf vielen Inseln sind sie heimisch, so auf Borneo, Sumatra, Taiwan, den Andamanen und Nikobaren. Japan gehörte ursprünglich nicht zu ihrem Verbreitungsgebiet – hier wurden Larvenroller am Anfang des 20. Jahrhunderts eingeführt.

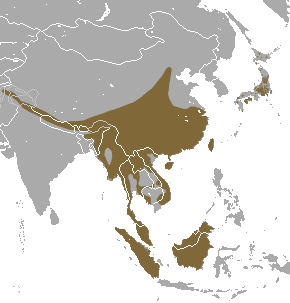
Verbreitungskarte des Larvenrollers

## Lebensweise
Larvenroller sind nachtaktive Einzelgänger, die sich vorwiegend in den Bäumen aufhalten. Tagsüber schlafen sie in den Kronen der Bäume, um in der Nacht auf Nahrungssuche zu gehen. Bei Bedrohung spritzt das Tier einem Feind das Sekret seiner Analdrüsen entgegen. Die auffällige Gesichtszeichnung dürfte ähnlich wie bei den Skunks eine Warnung an mögliche Räuber darstellen.

## Ernährung
Larvenroller sind Allesfresser, der Schwerpunkt ihrer Nahrung liegt aber auf Früchten. Daneben fangen sie auch kleine Wirbeltiere (zum Beispiel Hörnchen und Vögel) sowie Insekten.

## Fortpflanzung
Das Weibchen kann zweimal im Jahr Nachwuchs zur Welt bringen, die Wurfgröße beträgt eins bis vier. Jungtiere erreichen mit rund 3 Monaten die Größe der Erwachsenen. Ansonsten ist über die Fortpflanzung wenig bekannt.

## Bedrohung
Die Hauptbedrohung der Larvenroller stellt die fortschreitende Zerstörung ihres Lebensraums dar. Aufgrund ihres großen Verbreitungsgebietes zählen sie aber noch nicht zu den bedrohten Arten.

## Larvenroller und der Mensch

### Larvenroller als Lebensmittel
In Teilen Chinas werden Larvenroller wegen ihres Fleisches gejagt und gegessen.

### Larvenroller und SARS
Durch die Jagd und den Verzehr von Larvenrollern wurde nach Ansicht mancher Virologen das SARS-Virus erstmals auf den Menschen übertragen. Im Mai 2003 wurde das Virus aus mehreren Larvenrollern isoliert. Es bleibt die Möglichkeit, dass auch Larvenroller nicht der Ursprung des Virus waren, sondern es ihrerseits von anderen, noch unbekannten Tieren empfangen haben.
In deutschen Medien war gelegentlich zu lesen, dass Zibetkatzen die Überträger des SARS-Virus seien. Verantwortlich dafür war eine falsche Übersetzung des englischen Begriffs für Larvenroller: „palm civet“.
Auch für das neuartige Coronavirus SARS-CoV-2 werden Larvenroller als Zwischenüberträger von Fledermäusen auf den Menschen diskutiert. Der Verdacht stützt sich auf die Ähnlichkeit der ACE2- bzw. ACE2-PD-Bindungsstelle von Larvenrollern und Menschen, was eine Übertragung eines zunächst im Larvenroller funktionierenden Virus auf einen Menschen erleichtern dürfte.